# Bilineariselater
Bilineariselater là một chi bọ cánh cứng trong họ 
Elateridae.
Chi này được miêu tả khoa học năm 2008 bởi Chang & Ren.

## Các loài
Chi này có các loài:
- Bilineariselater foveatus Chang & Ren, 2008